# 嗅沟
嗅沟（英文：Olfactory sulcus）是大脑额叶底部的一个脑沟，内含嗅束。临床上，嗅沟的深度与先天性嗅觉丧失有关联。

## 图像

人脑底部图示
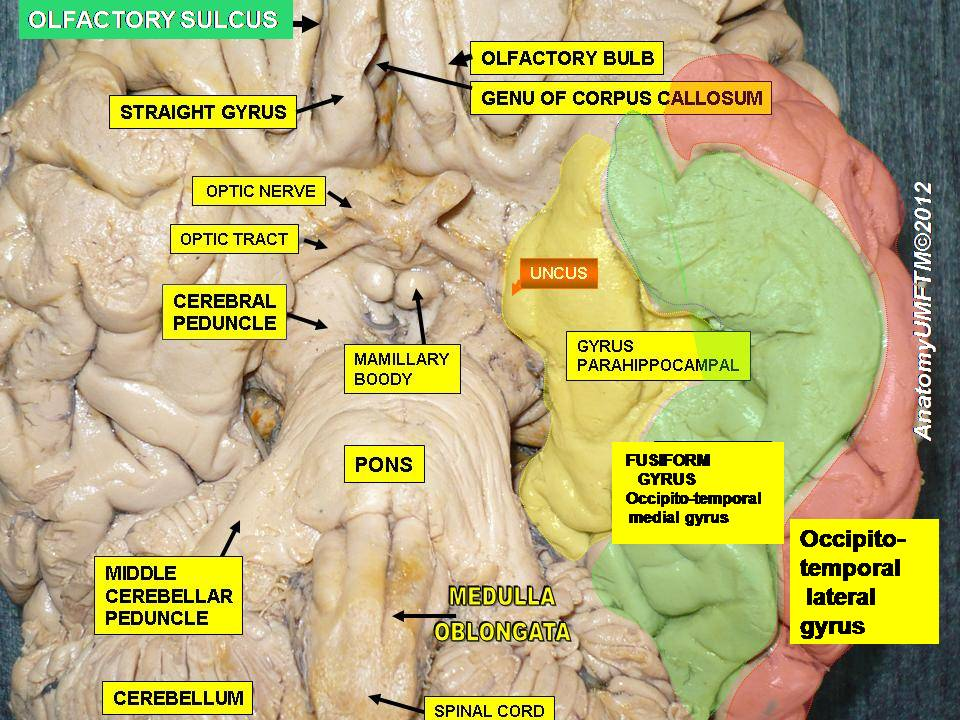
人脑底部图示